# Josipina Židanik
Josipina Židanik, slovenska aktivistka, prvoborka, * 1917, † 2008, Slap pri Vipavi.

## Življenjepis
Življenjska zgodba Jožice Židanik - Zmagoslave je napet roman o boju otroka, deklice, dekleta in žene za svobodo in socialno pravičnost, za mir med ljudmi. Nenapisan, kljub temu, da so mnogi pisali o njej. Sama o sebi ni mogla, čeprav je poskušala. Pač pa je zgodovini ohranila goro spominskega in dokumentarnega gradiva o NOB na zgornjem Vipavskem.
Jožica je najprej delala v AFŽ. Tu je dobila tudi svoje partizansko ime. Odločila se je za Zmago, ker jo je pač ravnokar izbojevala s prihodom iz ječe in je trdno verjela tudi v celotno zmago pod Hitlerjem in nacizmom. A to ime je na pivškem območju že nosila ena od partizank, zato mu je dodala še ’slavo’.
Ime - Zmagoslava - skupaj s svojim rojstnim imenom uporablja še dandanes. Ponosno, kot je še vedno ponosna na to, da je bila že oktobra 1941. leta sprejeta v KPS, ker je trdno verjela, da bo ta partija zmogla popeljati Primorce v svobodo in v njen program socialne pravičnosti in ker je to razumela tudi kot priznanje njenemu osebnemu boju za osvoboditev domovine.
Po konferenci slovenske protifašistične ženske zveze na Štjaku, ki se je je udeležila kot delegatka pivškega okrožja, se je po zdravnikovem nasvetu vrnila na Primorsko in tudi na Vipavskem delala v okrožnem odboru SPŽZ, nadaljevala na okrajnem odboru OF Miren kot načelnica komisije za ugotavljanje vojne škode in zločinov, pri SNOS in kot sekretarka okrajnega komiteja KPS za Vipavsko. Enaintridesetega oktobra 1944. leta je padla v roke Nemcem.
Če ji mladosti ne bi ‘ukradel’ boj, bi Jožica že med vojnama študirala. Že zelo zgodaj zastrupljena s knjigami, saj je bil v rojstni hiši njene mame sedež liberalnega društva Lipa s knjižnico, si je to močno želela, vendar je pravo priložnost dočakala šele po vojni. Začela je na oddelku za prosveto v Ajdovščini, nato pa, na svojo prošnjo, odšla v Koper. Želela je poučevati v coni B takratnega svobodnega tržaškega ozemlja in s tem prispevati vsaj drobec k utrjevanju slovenske besede tod in k ohranitvi tega ozemlja v Jugoslaviji. Na portoroški enoti tolminskega učiteljišča se je izšolala za učiteljico.
Z veseljem je učila, vendar ji pešajoče zdravje ni dalo, da bi učila do upokojitve. Le-to je dočakala kot tajnica v koprski osnovni šoli. Morala je iz mestnega vrveža in si je za kraj svojega bivanja izbrala odmaknjeni Nanos. A so jo od tega odvrnili in ji raje ponudili gozdarsko hišo v Hrušici. Ponudbo je sprejela in si pozneje, streljaj stran, v samoti podkrajskih gozdov zgradila svojo hišo. Obdala jo je s cvetjem in se zakopala v knjige.

## Odlikovanja
- red za hrabrost
- red zaslug za ljudstvo II. stopnje
- red bratstva in enotnosti II. stopnje
- partizanska spomenica 1941